# Rarotonga International Airport
Rarotonga International Airport (IATA: RAR, ICAO: NCRG) är den huvudsakliga flygplatsen på Cooköarna och är belägen på norra sidan av huvudön Rarotonga, cirka tre km från huvudstaden Avarua. Flygplatsen byggdes ursprungligen 1944 och byggdes ut i början av 1970-talet och öppnades officiellt för jetplan i januari 1974.
På grund av landningsbanornas närhet till närliggande vägar är det möjligt att komma mycket nära flygplanen när de avgår och landar. I juli 2015 skadades tre turister av en jetstart efter att ha blåst omkull när de såg en Air New Zealand Boeing 777 lyfta. Följaktligen varnade Cook Islands Tourism Corporation 2016 turistoperatörer att de inte borde marknadsföra jetstartområdet som en turistattraktion.

## Historik
En obelagd landningsbana vid Nikao byggdes ursprungligen av New Zealand Department of Public Works 1944, med den första flygningen som landade i november 1945. New Zealand National Airways Corporation flög varannan vecka till Fiji, Tonga, Samoa och Aitutaki från 1945 till 1952, och Polynesian Airways flög till Apia från 1963 till 1966.
År 1964 utökades landningsbanan från 1 525 till 1 830 meter, och TEAL föreslog att landningsbanan skulle beläggas för att tillåta jetflygplan Frågan tvingades fram 1966, när ökad reglering av internationella flygningar som kräver användning av större flygplan hotade att avbryta flygresorna helt. Lokala markägare gick med på expansion,och Nya Zeelands regering gick med på att tillhandahålla finansiering i utbyte mot kontroll över luftrumsrättigheter. Byggnationen började i juni 1970, och avslutades 1973. Den första jetflygningen, en Air New Zealand Douglas DC-8, landade i december 1973. Den internationella flygplatsen öppnades officiellt den 28 januari 1974.

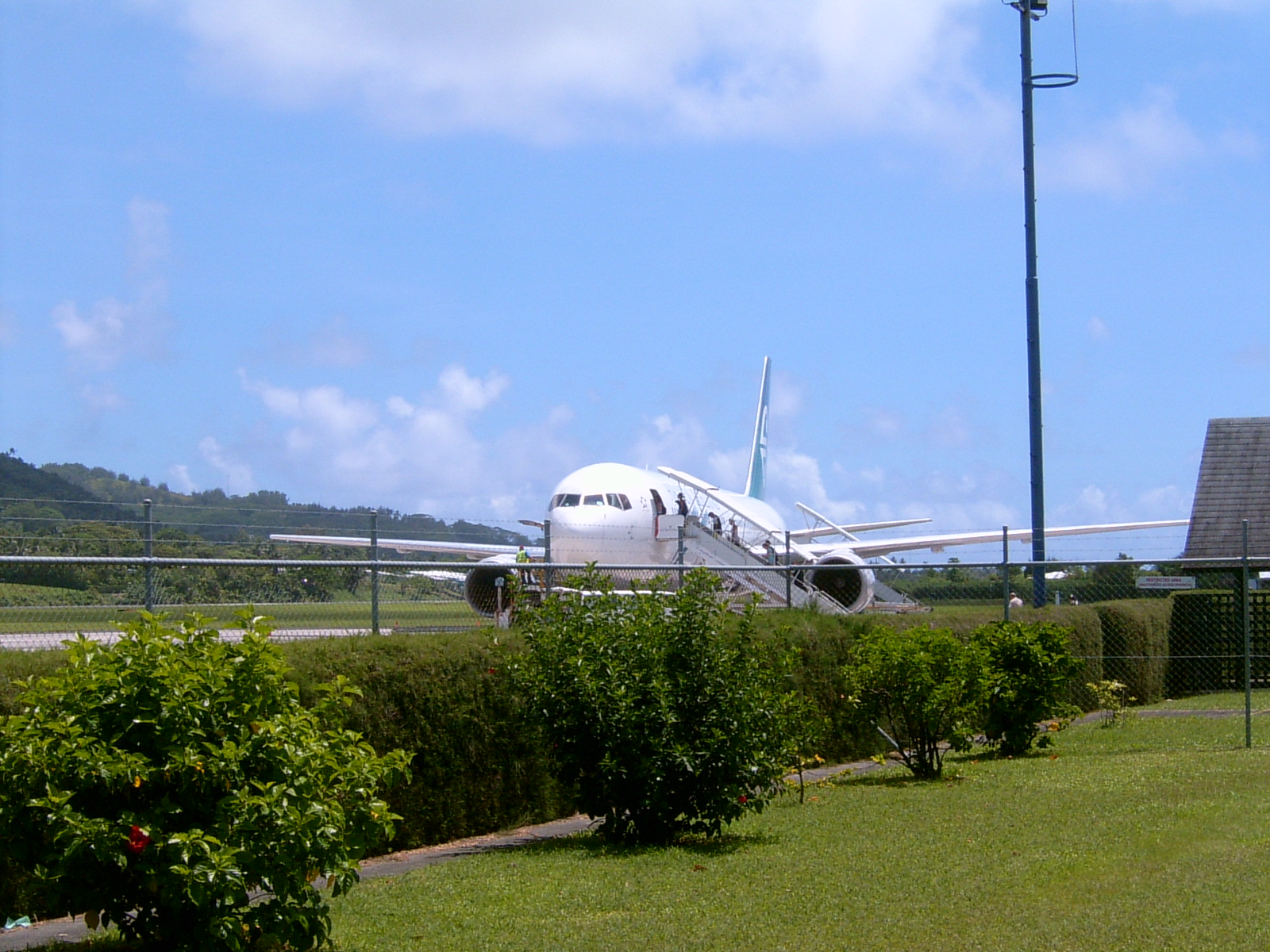
En Air New Zealand Boeing 767-300ER på Rarotonga International Airport

Cooköarnas regering tog kontroll över landningsrättigheterna 1985. År 2003 förnyades terminalen och avgångs- och incheckningsområdena till en kostnad av 650 000 USD. Ett rekonstruktionsprojekt på 8,5 miljoner USD påbörjades 2009 för att förnya och utöka de befintliga terminalanläggningarna. Terminalen med ett nytt utseende invigdes officiellt den 22 juni 2010.

## Flygbolag och destinationer
Följande flygbolag erbjuder året runt och säsongsbetonade reguljär- och charterflyg på Rarotonga Airport:
| Flygbolag         | Destinationer                                                                        |
| ----------------- | ------------------------------------------------------------------------------------ |
| Air New Zealand   | Auckland                                                                             |
| Air Rarotonga     | Aitutaki, Atiu, Mangaia, Manihiki, Mauke, Mitiaro, Papeete, Penrhyn Island, Pukapuka |
| Air Tahiti        | Papeete                                                                              |
| Hawaiian Airlines | Honolulu                                                                             |
| Jetstar           | Auckland, Sydney                                                                     |